# Пітільяс
Пітільяс (ісп. Pitillas) — муніципалітет в Іспанії, у складі автономної спільноти Наварра. Населення — 556 осіб (2009).
Муніципалітет розташований на відстані близько 280 км на північний схід від Мадрида, 44 км на південь від Памплони.

## Демографія
Динаміка населення (INE ):

## Галерея зображень

Розташування муніципалітету